# فرانثيسكو دي كيفيدو
فرانثيسكو غوميث دي كيفيدو إي سانتيبانييث فييغاس (بالإسبانية: Francisco Gómez de Quevedo y Santibáñez Villegas، ولد في 14 سبتمبر 1580، مدريد، إسبانيا - توفي في 8 سبتمبر من 1645، فيانيوفا دي لوس إنفانتيس، ثيوداد ريال، إسبانيا) سياسي وكاتب إسباني في العصر الذهبي الإسباني، كان واحداً من أبرز الشعراء الإسبان في ذاك العصر. كتب في الشعر والسياسة والسخرية، منها روايته الشطارية الواقعية عن التشرد وحياة الطبقات الدنيا وعنوانها: تاريخ دون بابلو دي سيغوفيا المعروفة باختصار إل بوسكون.

## مسيرته
ترعرع كيفيدو في قصر الملك فيليب الثاني، وذلك بحكم وظيفة والديه الأرستقراطيين. ولد بتشوه في رجليه، وبضعف في البصر، وبالرغم من يُتمه المبكر فقد تمكن، برعاية أمه، من مواصلة دراسته في جامعة مدريد، وهي أهم جامعة إسبانية حينئذ، وتخرج منها وهو ما يزال في مقتبل العمر، محصلاً جل علوم عصره، إضافة إلى كونه قد درس اللغة العربية والعبرية أيضاً.
ظل كيفيدو منجذباً إلى القصر وإلى السياسة، ما سيفسد عليه فيما بعد حياته كلها. متأرجحاً بين حلم الوجاهة الذي كان يصبو إليه، وما بين وجوده الواقعي الذي كان يعانده أيما عناد. فقد فر هارباً من إسبانيا بعد أن أودى بخصمه قتيلاً في إحدى المبارزات.

### صحبة الدوق أوسونا
عاد إلى إسبانيا ثانية سنة 1613 حتى اتصل بدوق أوسونا، الذي أصبح فيما بعد حاكماً لصقلية، وقربه منه كثيراً، وصار سكرتيره وصديقه الحميم الذي ظل وفيا له، بالرغم مما عناه بعدما تعرض هذا الأخير للخذلان. فقد ماست حياته كما هو بيّن ما بين الرفعة والهوان. شارك في المحاولة الخطرة التي استهدفت نزع مدينة نيس من دوق منطقة السافوا

### محنة السجن
سنة 1639 نسب إليه منشور هجائي، اقتحم على إثرها بيته في عز الليل وتم سحبه من فراشه شبه عار، كي يتم اقتياده بعد ذلك إلى زنزانة ضيقة وشديدة الرطوبة في قبو الدير الملكي سان ماركو بمدينة ليون.
الرسائل التي كتبها من محبسه ذاك لشديدة التعبير عن حقيقة ما عناه فيه. لم يطلق سراحه إلا بعدما طالب بشدةٍ بإنصافه، حيث اشتد به المرض. وتبين حينها أنه ظُلم، ولم يكن هو صاحب المنشور الهجائي الذي ظُن أنه هو من كان كاتبه، وسجن بمقتضى جنايته، بعدما ألقي القبض حينها على من كان حقيقة خلف ذلك التشهير. قضى في السجن أربعة سنوات.
كانت هذه التجربة قاسية وقاصمة لعنفوانه، فانزوى في بيته، منهكاً، شبه معدم وأعمى. انتقل إلى دير توري خوان أباد ولم تمض إلا سنوات قليلة حتى قضى أجله في 8 سبتمبر 1645. وكان قد كتب مخاطباً الموت:

## أعماله
سقى بعض معانيه وصوره الشعرية من مؤلفين سابقين. وهو دليل على الثقافة الواسعة التي كان يتميز بها كيفيدو. تتميز أعمال كيفيدو بكتابة صعبة، حيث كان محترفاً بالتلاعب اللفظي الذي يشكل على الدوام حجر عثرة كل ترجمة، من أية لغة كانت، أو الأوزان الخاصة المتعلقة بفن السوناتة.

### الشعر
لم ينشر كيفيدو شعره في حياته، وإن كانت هناك إشارة تؤكد بأنه قد نوى كم من مرة ذلك، وبأنه عكف على إعادة كتابة قصائده، ثم مراجعتها وتصحيحها في أفق إعداد طبعها. ما لم يحدث قط إلا بعد وفاته، وذلك بإيعاز من أحد الجهابذة هو غونثاليث دي سالاس.
لكنه سبق له أن نشر عدداً من قصائده باسم مستعار خاصة لدى انزوائه في لاتوريه دي خوان أباد. ثم أن زمرة من نصوصه كانت تقرأ وتنسخ، في سرية، طيلة مدة بأكملها. فإذا كان الرجل قد سعى ما بوسعه أن ينفلت من قبضة محاكم التفتيش حينها، مثل غيره، بأن كتب في اللاهوت، وأبان قدر الإمكان عن أرثوذكسية محضة، فإنه كان أقل أهل عصره تديناً، وجرّ عليه ذلك كثيرا من المتاعب.
خلال فترة وجوده في قصر بلد الوليد خرجت قصائد كيفيدو الأولى، التي كان يقلد فيها ويحاكي بسخرية قصائد لويس دي جونجورا، ناشرا إياها تحت اسم مستعار ميغيل دي موسى في بعض الأحيان، وسرعان ما تعرف الشاعر القرطبي دي جونجورا على الشاب الذي قوض سمعته واكتسب شهرة على حسابه، فقرر مهاجمته بسلسلة من القصائد، فرد عليه كيفيدو بأبيات مماثلة، وكان ذلك بداية لعداء أزلي بينهما لم ينته حتى وفاة دي جونجورا.
تدور قصائده حول الحب والموت، كانت القصائد التي تغنى فيها بالمسماة ليزي والتي لم يستطع أحد من دارسي شعره التعرف على هويتها، وعلى حقيقة وجودها بالفعل أكثر من غيرها من النصوص الأخرى، فإن شغفه بالحب هو أكبر حقيقة مما تواتر عن كيفيدو من كونه كان كارهاً وعدوا شرسا للمرأة. وربما أن قوله "إن المرأة نوع من الجحيم الذي نحمله معنا" هو ما ألصق به أكثر تهمة كرهه للمرأة من غيره.

## وصلات خارجية
- فرانثيسكو دي كيفيدو على موقع IMDb (الإنجليزية)
- فرانثيسكو دي كيفيدو على موقع الموسوعة البريطانية (الإنجليزية)
- فرانثيسكو دي كيفيدو على موقع ميوزك برينز (الإنجليزية)
- فرانثيسكو دي كيفيدو على موقع ديسكوغز (الإنجليزية)
- فرانثيسكو دي كيفيدو على موقع قاعدة بيانات الفيلم (الإنجليزية)

- (بالإسبانية) أعمال فرانثيسكو دي كيفيدو الأدبية